# Raising the Bar : Justice à Manhattan
Raising the Bar : Justice à Manhattan (Raising the Bar) est une série télévisée américaine en 25 épisodes de 42 minutes, créée par Steven Bochco et David Feige et diffusée entre le 1er septembre 2008 au 24 décembre 2009 sur la chaîne TNT.
En France, la série est diffusée depuis le 1er octobre 2009 sur Jimmy, au Québec depuis le 7 janvier 2010 sur Séries+, et en Belgique sur RTL-TVI.

## Synopsis
D'anciens amis de faculté de droit se retrouvent quelques années plus tard, à Manhattan, opposés dans le système judiciaire : les uns du côté de la défense, les autres du côté de l'accusation…

## Distribution

### Acteurs principaux
- Mark-Paul Gosselaar (VF : Denis Laustriat) : Jerry Kellerman
- Gloria Reuben (VF : Brigitte Berges) : Rosalind Whitman
- Jane Kaczmarek (VF : Marion Game) : le juge Trudy Kessler
- Teddy Sears (VFB : Mathieu Moreau) : Richard Woolsley
- Melissa Sagemiller (VFB : Dominique Wagner) : Michelle Ernhardt
- Currie Graham (VFB : Lionel Bourguet) : Nick Balco
- J. August Richards (VF : Bertrand Liebert) : Marcus McGrath
- Jonathan Scarfe (VFB : Alexandre Crépet) : Charlie Sagansky
- Natalia Cigliuti (VFB : Marion Van Boven) : Roberta « Bobbi » Gilardi

### Acteurs récurrents et invités
- Stacy Hall (VFB : Robert Dubois) : Vince Culp (15 épisodes)
- Jon Polito (VFB : Jean-Paul Landresse) : Juge Dominick Ventimiglia (10 épisodes)
- Wayne Lopez : Bob the Court clerk (8 épisodes)
- Heath Freeman : Gavin Dillon (7 épisodes)
- Angel Oquendo (en) : Carlos (7 épisodes)
- Wilson Cruz (VFB : Laurent Vernin) : Rafael de la Cruz (saison 1, épisodes 2, 4 et 8)
- John Michael Higgins (VFB : Patrick Donnay) : Juge Albert Farnsworth (saison 2, 9 épisodes)
- Octavia Spencer (VFB : Nathalie Hons) : Arvina Watkins (saison 2, 5 épisodes)
- Max Greenfield (VFB : Gauthier de Fauconval) : David Steinberg (saison 2, 4 épisodes)
- Autumn Reeser (VFB : Micheline Tziamalis) : Ashley Hastings (saison 2, épisodes 11, 13 et 15)

- Version française
Société de doublage : Dubbing Brothers[1]
Direction artistique : Pascale Vital et Laurent Vernin[1]
Adaptation des dialogues : Sandrine Chevalier et Catherine Sourd[1]

Source VF : Doublage Séries Database

## Production
Le projet de série judiciaire de Steven Bochco a débuté en mars 2007, et un pilote a été commandé le mois suivant. Le casting principal (Kaczmarek, Gosselaar Reuben, Sagemiller, Graham, Sears, Richards et Scarfe) est annoncé le 1er août. La série est commandée en janvier 2008. En juin, Natalia Cigliuti rejoint la distribution principale, elle est introduite lors du deuxième épisode.
Le 16 septembre 2008, la série est renouvelée pour une deuxième saison de quinze épisodes. La diffusion est interrompue après douze épisodes. Le 30 novembre 2009, TNT annule la série. Les trois derniers épisodes ont été diffusés le 24 décembre.

## Épisodes

### Première saison (2008)
1. À couteaux tirés / Pilote (Pilot)
2. Guatemala Gulfstream / Affaire d'éthique (Guatemala Gulfstream)
3. Légitime défense (I Will, I’m Will)
4. Trouble (Richie Richer)
5. Cas de conscience (Bagels and Locks)
6. Violences conjugales (Hang Time)
7. Le Choix (A Leg to Stand On)
8. La Vérité (Out on the Roof)
9. Vacances romaines (Roman Holiday)
10. Pour l'honneur (Shop Till You Drop)

### Deuxième saison (2009)
Elle a été diffusée à partir du 8 juin 2009.
1. Question d'apparence (Hair Apparent)
2. Les règles du combat (Rules of Engagement)
3. Le bouton de Kellerman (The Curious Case of Kellerman's Button)
4. Une photo innocente (No Child's Left Behind)
5. Cas d'urgence (Is There a Doctor in the House?)
6. Une affaire renversante (I'll Be Down to Get You a Taxi, Honey)
7. Noble geste (Fine and Dandy)
8. Croyez-moi (Trust Me)
9. Regrets (Trout Fishing)
10. Un procès douteux (Making Up Is Hard to Do)
11. Nouvelle Recrue  (Bobbi Ba-Bing)
12. Intégrité (Beating a Dead Horse)
13. Instinct maternel (Maybe, Baby)
14. Conciliation (O! Say Can You Pee)
15. Un heureux dénouement (Happy Ending)